# Baróti Antal
Baróti Antal, névváltozat: Baróthy (Margitta, 1871. szeptember 19. – Máramarossziget, 1939. november) színész.

## Pályafutása
Baróti Sámuel és Kulcsár Julianna fiaként született. Színipályára lépett 1891 virágvasárnapján, Bokody Antal társulatánál. 1907. december 21-én Szegeden  feleségül vette Almássy Júlia színésznőt, Csóka Sándor özvegyét. A Szeged és Vidéke 1908. március 27-ei száma így jellemzi: "Baróti Antal nagyon törekvő színész de eszközei nem állanak arányban lelkes kedvével." 1911-ben Patek Béla Győrbe szerződtette feleségével együtt. 1923-ben a Városi színházban rendezte Alfred Hennequin és Georges Duval Zsába c. háromfelvonásos bohózatát. Nyugdíjba ment 1926. augusztus 1-jén feltételesen, majd véglegesen 1928. január 1-én. 1932-ben Debreczeni István református lelkész A jövendő harangja c. háromfelvonásos vallásos színdarabját rendezte. 1939. november 16-án temették el nagy részvét mellett.